# Las escalas de Levante
Las escalas de Levante es una novela escrita en 1996 por Amin Maalouf.

## Reseña
«Las escalas de Levante». Relata la historia de Ossyane Ketabdar, descendiente de la hija del derrocado Sultán turco, Iffett, quien al volverse loca se casa con su médico, el abuelo del protagonista. Ossyane recibe una educación especial, ya que, según su padre será un futuro líder, y se va Francia a cursar medicina. 
Al comenzar la Segunda Guerra Mundial, Ossyane se introduce en la resistencia, donde acaba como héroe y conoce a su mujer judía, Clara. Con ella tiene una hija, Nadia, pero al estallar el conflicto Árabe-Israelí,  se separan, y en un ataque de locura Ossyane es internado en un manicomio. El hermano de Ossyane ve aquí la oportunidad de quedarse con la parte de la herencia de Ossyane y hace que le mantengan internado en el manicomio, totalmente drogado. Ossyane se ve incapacitado para comunicarse o reaccionar y pasa años hasta que irónicamente gracias a la guerra, los trabajadores del manicomio huyen y los pacientes se ven libres. Ossyane puede volver Francia donde volverá a reencontrarse con su mujer Clara.
- Datos: Q537246